# Єрмолаєв Артур Вадимович
Арт́ур Вад́имович Єрмол́аєв (нар. 23 серпня 1990, м. Дніпро, Україна) — президент Федерації кіберспорту України, бізнесмен, власник та інвестор організації Windigo.

## Життєпис
Артур Єрмолаєв народився 23 серпня 1990 року в м. Дніпропетровськ (нині — Дніпро).

## Освіта
Закінчив Leighton Park School (Англія).
У 2012 році закінчив навчання у Лондонському університеті Royal Holloway, де здобув вищу освіту за спеціальністю «Міжнародний бізнес і менеджмент».

## Кар'єра
З 2010 до 2011 рік працював на посаді комерційного директора компанії «Лунапак», яка виробляє упаковку і рекламну поліграфію.
З 2011 по 2014 рік працював в «АКТАБАНК», спочатку на посаді менеджера по кредитним проектам, а з 2012 року — на посаді заступника керівника з корпоративного бізнесу.
З 2014 по 2017 рік працював в «Версобанку» в якості віце-президента (2014—2016) і члена правління (2016—2017).

## Кіберспорт
У 2017 році заснував кіберспортивну організацію Windigo Gaming.
У 2018 році команда посіла перше місце на Чемпіонаті світу з кіберспорту в Китаї (WESG 2018 World Finals). Українська команда також входить в топ-20 команд світу з CS: GO.
У 2018 році Артур Єрмолаєв став інвестором на засновником кіберарени Windigo Arena в Дніпрі, яка вважається однією з найкращих в Європі.
У 2018 році став співзасновником та першим президентом Федерації кіберспорту України (UESF). Це громадська організація, що має 21 представництво в регіонах України, та об'єднує низку відомих українських кіберспортсменів, зокрема Єгор «markeloff» Маркелов, Арсеній «ceh9» Триноженко, Олексій «xaoc» Кучеров, Кирило «ANGE1» Карасьов. За час існування Федерації було проведено більше 90 подій і розіграно призів на загальну суму 1 мільйон гривень.
У 2019 році UESF організували перший Чемпіонат України з кіберспорту з призовим фондом 1 мільйон гривень.
У липні 2018 року з ініціативи Федерації кіберспорту та при підтримці ПриватБанку і компанії Visa в Україні почався випуск спеціальних платіжних карт для геймерів.

## Сім'я
Разом із дружиною Христиною Ігорівною Єрмолаєвою (до шлюбу Москаленко) виховують трьох дітей. Старша дочка Еріка народилася у грудні 2016 року у Дніпрі, Україна. Друга дочка, Естель, з'явилася на світ у березні 2021 року у Лондоні, Великобританія. У травні 2022 року у Відні, Австрія, у пари народився син Ілай Єрмолаєв.